# Baía da Traição
Baía da Traição là một đô thị thuộc bang Paraíba, Brasil. Đô thị này có diện tích 102,364 km², dân số năm 2007 là 7314 người, mật độ 71,5 người/km².